# Judy Cassab
Judy Cassab AO CBE (Viena, Àustria, 15 d'agost de 1920 - Randwick, Nova Gal·les del Sud, Austràlia, 3 de novembre de 2015), nascuda Judit Kaszab, va ser una pintora australiana.

## Primers anys
Judy Cassab va néixer a Viena el 15 d'agost de 1920 de pares jueus hongaresos. Va començar a pintar als dotze anys i va començar a estudiar a l'Acadèmia d'Art de Praga el 1938, però es va veure obligada a fugir de l'ocupació alemanya el 1939. Cassab va treballar en una fàbrica amb un nom fals i va posar en pràctica les seves habilitats artístiques després d'hores falsificant papers i passaports.
El seu marit, Jancsi Kampfner, va ser traslladat a un camp de treballs forçats pels nazis durant la Segona Guerra Mundial, i va tornar a Hongria el 1944.
Cassab, el seu marit i els seus dos fills van emigrar a Austràlia el 1951 i es van establir a Sydney. Cassab va obtenir la nacionalitat australiana el 1957.

## Carrera artística
Cassab va ser la primera dona a guanyar el premi Archibald dues vegades:
- 1960 per a un retrat d'Stanislav Rapotec.[4]
- 1967 per a un retrat de Margo Lewers.[5]

Va fer més de cinquanta exposicions individuals a Austràlia, així com altres a París i Londres.
Després que l'obra de Cassab fos adquirida per la National Gallery, James Gleeson la va entrevistar sobre com va capturar el caràcter de la gent en els seus retrats. Aquesta entrevista més tard va formar part de la col·lecció d'història oral del Gleeson.

## Premis i distincions
El 14 de juny de 1969 Cassab va ser nomenada Comandant de l'Ordre de l'Imperi Britànic (CBE) en "reconeixement del servei a les arts visuals".
El 26 de gener de 1988 Cassab va ser nomenada oficial de l'Orde d'Austràlia (AO) de nou en "reconeixement del servei a les arts visuals".
El 3 de març de 1995 Cassab va rebre el títol de Doctora en Lletres (honoris causa) per la Universitat de Sydney.
El 2011 Cassab va rebre la Creu d'Or al Mèrit d'Hongria.